# جون هانا (لاعب كرة قدم)
جون هانا (بالإنجليزية: John Hannah)‏ هو لاعب كرة قدم بريطاني، ولد في 25 أكتوبر 1962 في ويكفيلد في المملكة المتحدة. لعب مع دارلينجتون إف سى ونادي سكاربورو.